# Тапажос

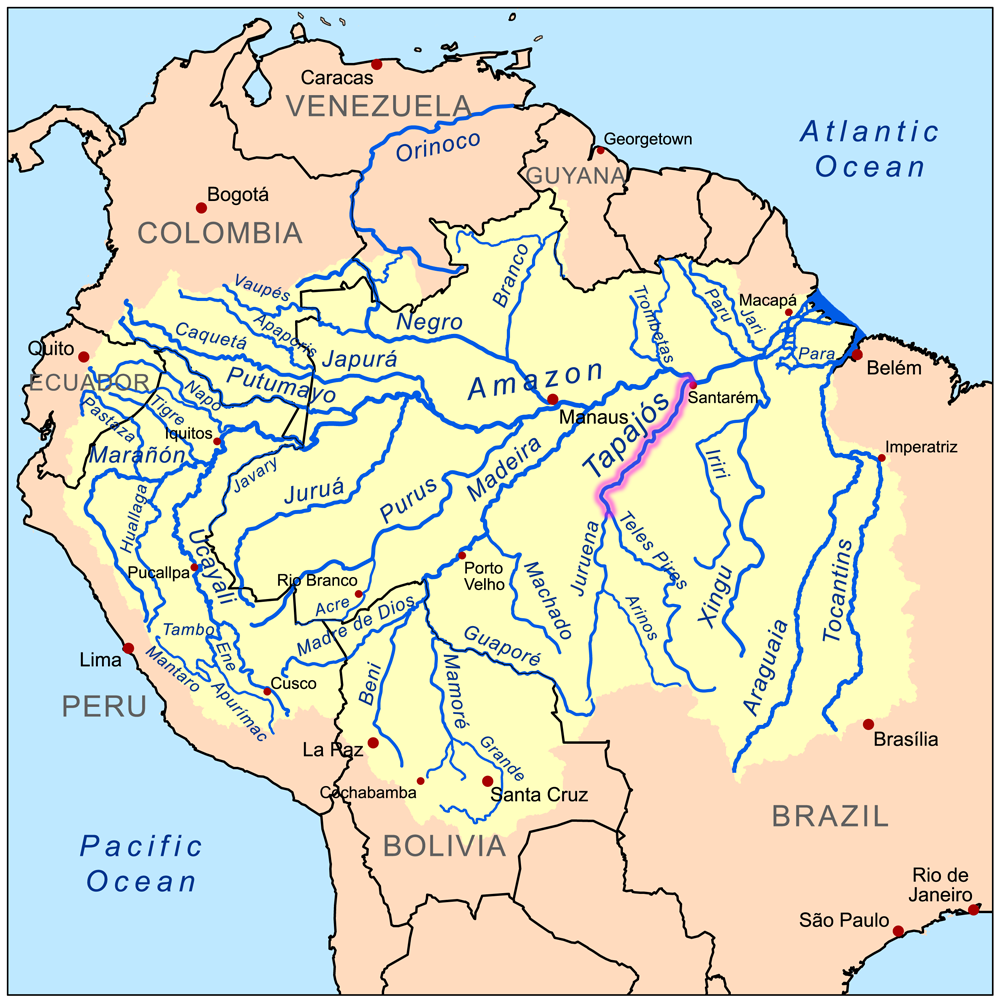

Тапажо́с (порт. Tapajós) — крупная река в Бразилии, правый приток Амазонки, впадает в неё около города Сантарена.
Образуется в результате слияния рек Телис-Пирис (Сан-Мануэл) и Журуэна, которые берут начало на возвышенности Серра-дус-Паресис и текут по сильно порожистому участку через Бразильское нагорье. После слияния притоков на реке Тапажос располагается порог Мараньян-Гранди, затем река выходит на Амазонскую низменность. На этом участке реки также имеются пороги, в нижнем течении ширина русла достигает 15 км. От истока реки Журуэны до устья длина составляет 1930 км; площадь бассейна — 487 000 км².
Питание реки дождевое, сезон высокой воды приходится на период с ноября по март — в нижнем течении уровень воды поднимается на 7—8 м. С мая по октябрь река маловодна. Средний расход воды составляет около 15 тыс. м³/с, имеется много наносов. Крупнейший приток Тапажоса — река Жаманшин. Высота устья — 10 м над уровнем моря.
Тапажос протекает по дождевым лесам Амазонии. Левый берег занимают влажные леса Мадейры-Тапажоса, вдоль правого располагаются сухие тропические леса Мату-Гросу и влажные леса Тапажоса-Шингу.
Река протекает через территорию штатов Амазонас и Пара, на ней стоят города Итайтуба, Сан-Мартинью, Сантарен, Авейру. Судоходна от города Сан-Луис. В устье крупный порт Сантарен.
Рядом с городом Итайтуба на берегу реки располагается национальный парк Амазония. Недалеко от истоков притоков Тапажоса находится полюс недоступности Южной Америки.